# Luana Correa
Luana Correa (ur. 28 listopada 1989) – brazylijska lekkoatletka specjalizująca się w biegach sprinterskich.
W 2008 wraz z koleżankami z reprezentacji sięgnęła po brązowy medal mistrzostw świata juniorów w biegu rozstawnym 4 x 100 metrów.
Rekord życiowy w biegu na 100 metrów: 11,74 (27 czerwca 2009, São Paulo).

## Osiągnięcia
| Rok  | Impreza                     | Miejsce   | Konkurencja        | Pozycja    | Wynik |
| ---- | --------------------------- | --------- | ------------------ | ---------- | ----- |
| 2008 | Mistrzostwa świata juniorów | Bydgoszcz | sztafeta 4 x 100 m | 3. miejsce | 44,61 |